# Рібенсдорфська волость
Рібенсдорфська волость — історична адміністративно-територіальна одиниця Острогозького повіту Воронізької губернії з центром у слободі Рібенсдорф.
Станом на 1885 рік складалася з 2 поселень, єдиної сільської громади. Населення — 2294 особи (1105 чоловічої статі та 1189 — жіночої), 267 дворових господарств.
|                     | Площа, десятин | У тому числі орної, дес. |
| ------------------- | -------------- | ------------------------ |
| Сільських громад    | 3420           | 2391                     |
| Приватної власності | 24             | 21                       |
| Іншої власності     | —              | —                        |
| Загалом             | 3444           | 2412                     |

Найбільші поселення волості на 1880 рік:
- Рібенсдорф — колишня колоніальна слобода при річці Тиха Сосна за 6 верст від повітового міста, 2151 особа, 248 дворів, лютеранська церква, школа, 9 паточних заводів, 7 маслобоєнь, 16 вітряних млинів.